# Klaus Knubben
Klaus Knubben (* 7. Juli 1947 in Rottweil; † 13. März 2016) war ein Domkantor am Limburger Dom und langjähriger Leiter der Limburger Domsingknaben.

## Werdegang
Seine erste musikalische Ausbildung erhielt Knubben im Alter von sieben Jahren als Sängerknabe bei den Rottweiler Münstersängerknaben, die er nach dem Studium der Schulmusik an der Musikhochschule in Trossingen auch 17 Jahre leitete. Neben dieser Chorleitertätigkeit war er Musiklehrer sowie als Dekanatskantor für die Aus- und Weiterbildung der Kirchenmusiker im Dekanat Rottweil zuständig. Als Stipendiat des Deutschen Musikrates erhielt er in den Jahren 1982 und 1983 bei Walter Hügler an der Musikhochschule in Trossingen eine Kapellmeisterausbildung. In den Jahren 1987 bis 2015 war er Domkantor und für die musikalische Ausbildung und Leitung der Limburger Domsingknaben verantwortlich. Am 19. Juli 2015 wurde er vom Bistum Limburg verabschiedet.